# Leopold Layer
Leopold Layer (lájer), slovenski slikar, * 20. november 1752, Kranj, † 12. april 1828, Kranj.
Leopold Layer se je rodil očetu slikarju Marku Layerju in po njegovi smrti leta 1808 prevzel družinsko podobarsko delavnico. Mati mu je bila Anamarija (roj. Egartner). Leopold, najpomembnejši predstavnik družine slikarjev, ki je delovala v Kranju, spada med zadnje slovenske baročne slikarje, proslavil pa se je kot vzgojitelj veliko slovenskih podobarjev 19. stoletja ter postal v Kranju znan po tem, da je v dneh Napoleonovih Ilirskih provinc ponarejal denar, zaradi česar je bil kasneje zaprt.
V času svojega podobarstva je ustvaril več nabožnih slik za cerkve in kranjske meščane. Poleg nabožnih slik je poslikaval tudi panjske končnice. Ta ljudska umetnost je bila namreč v njegovem času v največjem razcvetu.
Sprva je Leopold Layer posnemal Metzingerjeve slike, kasneje pa je padel pod vpliv Kremser-Schmidta in v tem slogu ustvaril sliki Mučeništvo sv. Lovrenca, ki je danes na ogled v Narodni galeriji in Kristusovo vstajenje za cerkev sv. Frančiška pri Radmirju.
Med njegove najboljše scenske kompozicije spadata dve sliki kristusovega trpljenja v cerkvi sv. Valpurge pri Smledniku. Ustvaril je tudi precej drugih nabožnih slik ter več fresk. Verjetno najbolj znana umetnina Leopolda Layerja je podoba Matere Božje z naslovom Marija Pomagaj za Baziliko sv. Vida (danes znana kot Bazilika Marije Pomagaj). Slika je zelo svobodna kopija po Lucasu (Luku) Cranachu St. iz innsbruške stolnice. V tem času je tudi poslikal strop kapelice. Na freski je bila tudi datacija 1814, kar bi pomenilo, da je oboje nastalo tega leta.
Poleg tega številni viri navajajo, da je Layer sliko Marije Pomagaj naslikal 1814. Tega leta, po razpadu Ilirskih provinc, je bil Layer izpuščen iz ječe, kamor so ga zaprli zaradi ponarejanja denarja. Po zelo razširjeni legendi se je v ječi zaobljubil, da bo, če bo kdaj izpuščen iz ječe, poslikal kapelico Matere Božje na Brezjah. Po legendi naj bi leta 1814, ko je prišel na prostost, obljubo izpolnil in poleg ureditve kapelice naslikal še oljnato podobo Marije Pomagaj. V nasprotju z legendo umetnostnozgodovinska stroka nastanek slike postavlja v leto 1800, to je v leto, ko je bila zgrajena kapela na Brezjah. Sliko je leta 1907 z dovoljenjem papeža Pija X. okronal ljubljanski škof dr. Anton Bonaventura Jeglič.
Med njegova bolj znana posvetna dela spada njegov avtoportret z ženo ter slika družine kirurga Heyneja.
Layer velja za zadnjega baročnega (poznobaročnega) slikarja na področju današnje Slovenije ter prvega po zavesti kranjskega umetnika, kar je poskušala dokazovati tudi Anica Cevc.